# Åsa Allan
Åsa Kristine Allan, född Edfelt 4 januari 1975 i Oravais i Finland, är en svensk geolog och vice verkställande direktör.
Åsa Allan växte upp i Oravais i Österbotten och utbildade sig i geologi och mineralogi från 1994 vid Åbo Akademi, med en magisterexamen 2001. Hon blev filosofie licentiat i malmgeologi vid Luleå tekniska universitet 2003 och disputerade där 2007 på en avhandling om samband mellan järnmalmers och koppar/guldmalmers bildande. Hon arbetade därefter på projektledningsföretaget Hifab mellan 2007 och 2012.
Åsa Allan var 2012–2015 geolog och planeringschef vid Northland Resources gruva vid Kaunisvaara. Därefter var hon kommunchef i Pajala kommun 2015–2017. Hon utnämndes 2017 till gruvchef av det nybildade Kaunis Iron inför ett planerat återupptagande av drift av järnmalmsgruvan i Tapulivuoma 2018 och blev 2020 vice VD i Kaunis Iron.
Hon är gift med Lionel Allan och har två barn.

## Priser ocu utmärkelser
- 2023: FEM Special Award för betydelsefulla bidrag till geologin och gruvindustrin inom de fennoskandiska länderna.[7]